# Rue Arago (Puteaux)
Pour les articles homonymes, voir Rue Arago.
La rue Arago est une voie de communication située à Puteaux dans les Hauts-de-Seine.

## Situation et accès

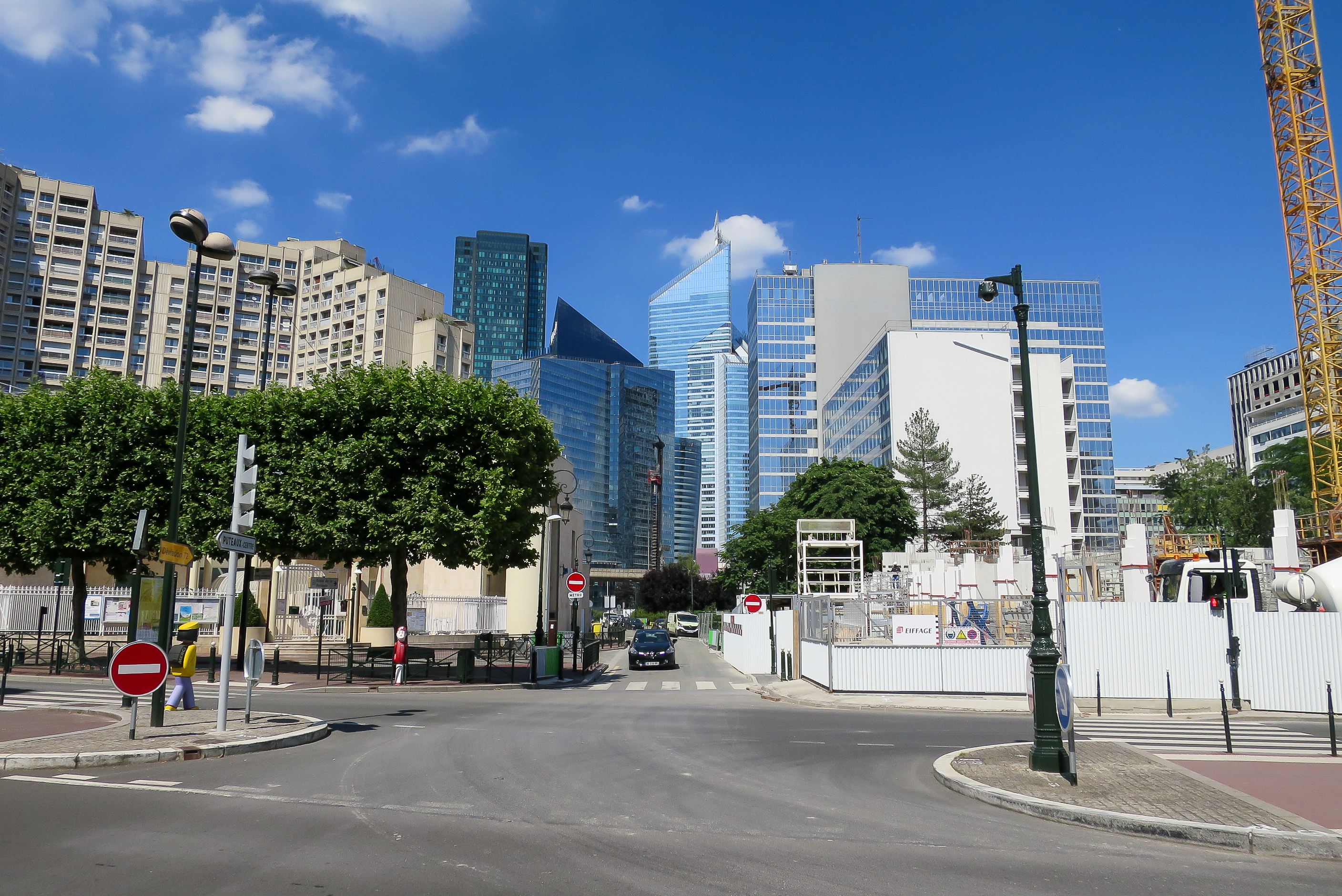
Puteaux en 2018.

Cette rue orientée du sud-ouest au nord-est, est desservie par la gare de Puteaux. Elle rencontre notamment la rue Paul-Lafargue.

## Origine du nom
Cette rue a été nommée le 1er octobre 1878 en hommage à François Arago (1786-1853).

## Historique

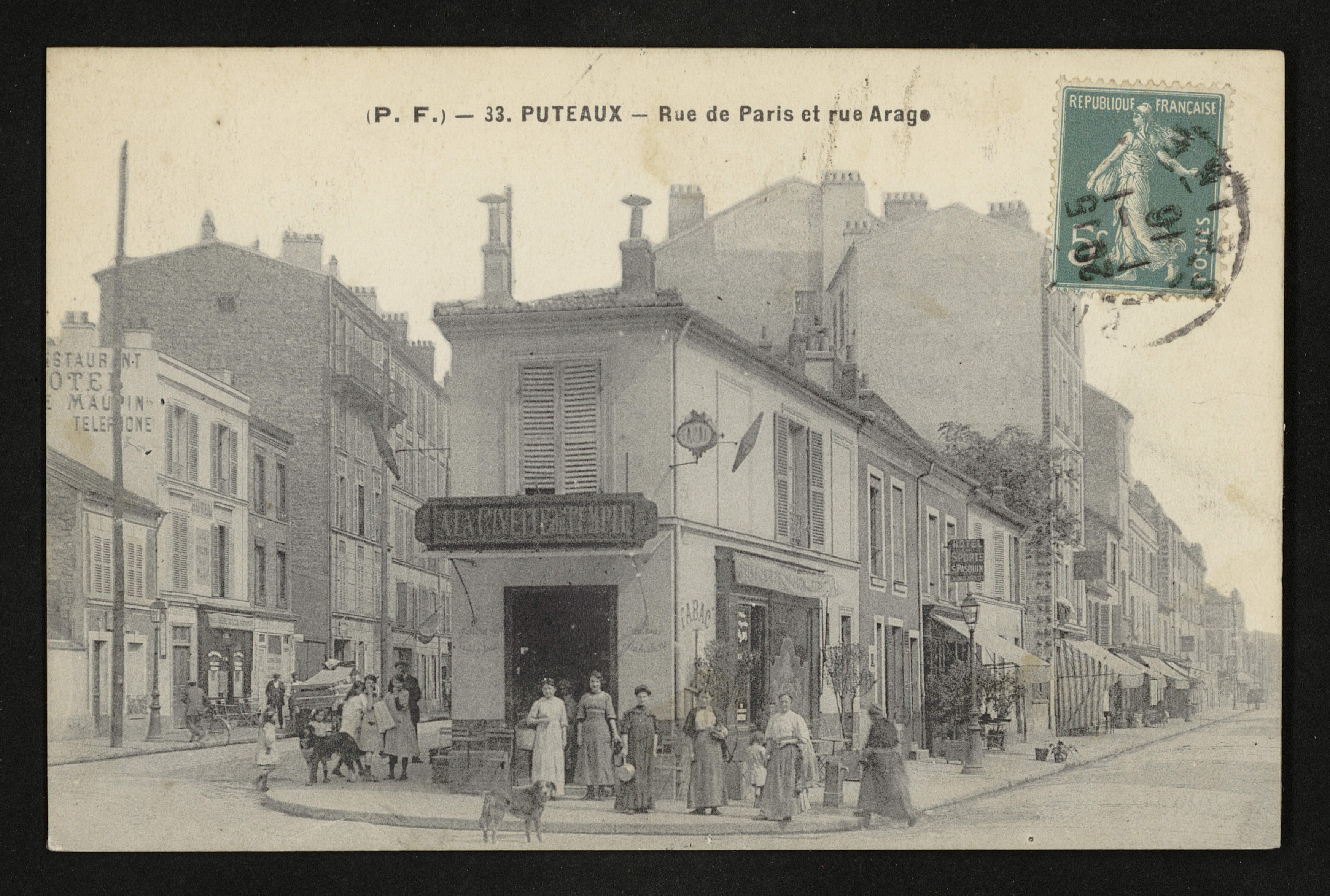
Rue Arago et rue de Paris, aujourd'hui rue Jean-Jaurès.

Il s'agissait autrefois de la rue Magenta, en l'honneur de la ville italienne éponyme. L'histoire a gardé la mémoire des Ravageurs de Puteaux, une bande d'Apaches qui écumaient l'ouest parisien, et notamment les riches villas de cette rue.

## Bâtiments remarquables et lieux de mémoire
- Immeuble Sense.
- Tour Norma.
- Emplacement de l'église évangélique luthérienne de Puteaux, construite en 1854, disparue en 1975[3].